# Слонимский, Пётр Вацлав
Пётр Вацлав Станиславович Слонимский (пол. Piotr Wacław Słonimski; 5 декабря 1893, Варшава — 2 сентября 1944, там же) — польский медик, зоолог, гистолог и эмбриолог.

## Биография
Представитель известной еврейской семьи Слонимских (см. Семья). Сын варшавского врача Станислава Слонимского. Старший брат поэта и драматурга Антония Слонимского.
Отец генетика Петра Слонимского.
Изучал биологию во Львовском университете Яна-Казимира. Затем работал в Зоологическом институте под руководством известного исследователя-эволюциониста И. Нусбаума-Гиларовича.
Принимал участие в первой мировой войне в составе Польских легионов. После окончания войны был преподавателем Варшавского университета.
Затем — участник советско-польской войны 1920 г.
Член Польского биологического общества.
Участник Сентябрьской кампании 1939 года. Во время немецкой оккупации Варшавы преподавал на тайных университетских курсах.
В качестве врача участвовал в Варшавском восстании в 1944 г. Погиб вместе с женой при бомбардировке фашистами госпиталя.

## Семья
Троюродные братья — Михаил Леонидович Слонимский, писатель; Александр Леонидович Слонимский, музыковед; Николс Слонимский, композитор. Троюродная сестра — Юлия Леонидовна Сазонова (1884—1957), литературный, балетный и театральный критик, историк театра, литератор, деятель русской эмиграции во Франции.

## Научная деятельность
Занимался исследованиями прижизненного окрашивания клеток, влияния тиреоидных гормонов на рост и развитие позвоночных. Автор более ста научных публикаций, в частности, об экологии и систематике коловраток и трикладов.